# Gornja Briska
Gornja Briska (en serbe cyrillique : Горња Бриска ou «Haute Briska» en traduction française) est un village du sud du Monténégro, dans la municipalité de Bar.

## Démographie

### Évolution historique de la population
| 1948 | 1953 | 1961 | 1971 | 1981 | 1991 | 2003 |
| ---- | ---- | ---- | ---- | ---- | ---- | ---- |
| 121  | 139  | 143  | 137  | 85   | 45   | 20   |